# David Martínez (football, 1998)
David Martínez, né le 21 janvier 1998 à Buenos Aires en Argentine, est un footballeur international paraguayen qui évolue au poste de défenseur central au Club Olimpia, en prêt de River Plate.

## Biographie

### Carrière en club
Né à Buenos Aires en Argentine, David Martinez est formé par l'un des clubs les plus importants du pays, River Plate. Le 3 décembre 2018, il joue son premier match avec l'équipe première, lors d'une rencontre de championnat face à Gimnasia y Esgrima La Plata. Il entre en jeu et son équipe s'impose par trois buts à un.
En juillet 2019, David Martinez est prêté à Defensa y Justicia. Martínez inscrit son premier but en professionnel avec ce club, le 8 décembre 2019, lors d'une rencontre de championnat face au Godoy Cruz. Titularisé, il ouvre le score, et son équipe s'impose par deux buts à zéro.
En août 2020 il est recruté définitivement par Defensa y Justicia.
Alors qu'il est ciblé par l'Atlanta United coachée par Gabriel Heinze, David Martinez fait son retour à River Plate. 
Martínez inscrit son premier but pour River Plate lors d'une rencontre de Copa Libertadores face à l'Atlético Junior. Titulaire, il ouvre le score et participe à la victoire de son équipe par deux buts à un.

### En équipe nationale
David Martínez est sélectionné avec l'équipe d'Argentine des moins de 17 ans pour participer à la coupe du monde des moins de 17 ans en 2015. Lors de ce tournoi organisé au Chili il ne joue qu'un seul match, étant titularisé contre l'Australie. Avec trois défaites en autant de matchs, les Argentins terminent derniers de leur groupe et sont donc éliminés à ce stade de la compétition.
David Martínez possède également des origines paraguayennes, ce qui lui vaut d'être suivi par Eduardo Berizzo, le sélectionneur du Paraguay en 2021.
Il est retenu dans la liste du sélectionneur Eduardo Berizzo pour disputer la Copa América 2021.
David Martínez inscrit son premier but en sélection le 10 septembre 2021 contre le Venezuela. Il ouvre le score et son équipe s'impose ce jour-là (2-1 score final).

## Palmarès

### En club
Defensa y Justicia
- Copa Sudamericana (1) :
  - Vainqueur : 2020.